# Merlette (Saint-Barthélemy)
Pour les articles homonymes, voir Merlette.
Merlette est un quartier de Saint-Barthélemy dans les Caraïbes. Il est situé dans la partie nord-ouest de l'île entre Flamands et Corossol, juste à l'est de Terre Neuve, à proximité des quartiers de La Grande Montagne et de Corossol.